# Иосиф (Астомен)
«Кто изречет оные хулы, яже сии сквернии человецы, Аввакум и Астомен, изрыгаша, и какова чадения, сиречь угару, прежде в России, потом же и в сибирской сей стране не исполниша».
Иосиф Астомен (О́ська Исто́мин) — старообрядческий монах XVII века, идеолог старообрядчества на юге Сибири.
По происхождению — казанский армянин. По словам митрополита тобольского и сибирского Игнатия, был одним из ревностнейших защитников старообрядчества, наряду с Аввакумом.
Сослан в Сибирь в 1660 году и там за долгие годы ссылки побывал в городах от Енисейска до Верхотурья. Повсюду с успехом вёл пропаганду двуперстия и старых обрядов.